# コルトレイク駅

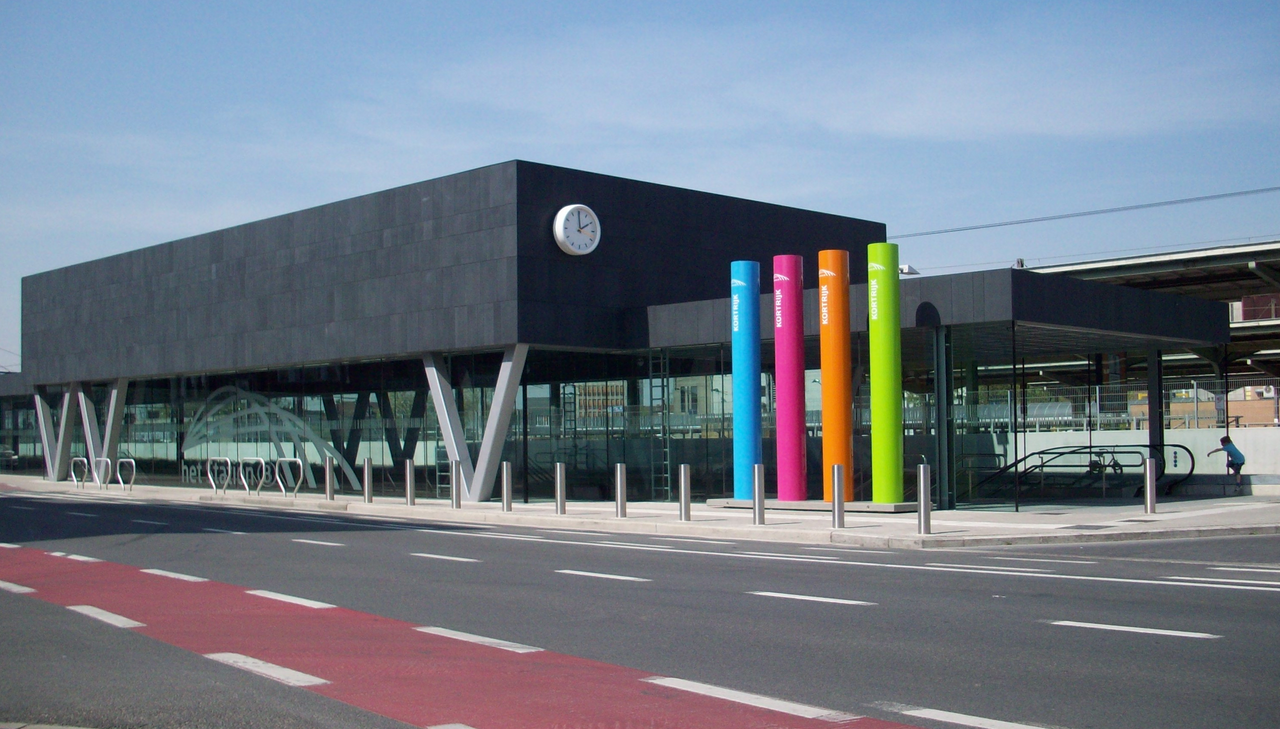
駅舎反対側にある駅入口（2010年4月24日）

コルトレイク駅（フランス語: Gare de Courtrai,オランダ語: Station Kortrijk）はベルギーフランデレン地域ウェスト＝フランデレン州コルトレイクにある主要鉄道駅で、ベルギー国鉄の駅でも繁忙駅の一つである。

## 概要
コルトレイク駅はベルギー国鉄66号線、75号線、83号線が通っている。現在は1日当り1万人の利用客を有し、ベルギー国内では15番目、ウェスト＝フランデレン州内では2番目に旅客数の多い駅である 。インターシティやインターレギオなどの優等列車の他、普通列車が停車し国際列車はフランス・リール方面へインターシティが連絡している。

## 駅構造
4面8線の地上駅。

## 利用状況
2007年の統計によると、平日10,032人、土曜4,190人、日曜5,992人が利用している。

## 歴史
最初の鉄道はコルトレイクとヘントを結ぶ路線でレオポルド1世とルイーズ＝マリー・ドルレアンによって1838年9月22日に開業している。現在ある場所に駅が開業したのは1839年である。駅舎は後に拡張されている。第二の建物は1857年に開業し、1876年に拡張された。歴史的な価値のあるもともとのガラスや鉄骨を含む建物はプラットホームや線路部分を覆っていたが、第二次世界大戦時に空襲によって破壊されている。戦後、新しい駅舎が1956年7月7日に営業を開始し一新された。

## 隣の駅
ベルギー国鉄
66号線
フーレ・ライアールデ駅 - コルトレイク駅
75号線
ハーレルベーケ駅 - コルトレイク駅 - Kortrijk-Vorming駅
83号線
コルトレイク駅 - Luipaardbrug駅